# Castell de Slane
El castell de Slane és al poble de Slane, al comtat de Meath, Irlanda. El castell sempre ha estat la seu de la família Conyngham des de l'inici, ja que fou construït a la fi del segle xviii (l'any 1785), en un terreny comprat el 1703 per Henry Conyngham.
Actualment és conegut perquè sol ser llar de diversos concerts.

## Història
Amb vista al riu Boyne, a pocs quilòmetres aigües amunt de Newgrange i al lloc de la famosa batalla del Boyne, el castell Slane com és ara, es va construir sota la direcció de William Burton Conyngham, juntament amb el seu nebot Henry Conyngham, primer marquès Conyngham. La reconstrucció data de 1785 i és principalment obra de James Gandon, James Wyatt i Francis Johnston. Francis Johnston també va ser l'arquitecte responsable de les portes gòtiques del Mill Hill, situat a l'est del castell.
Els Conynghams són originalment una família escocesa protestant, que va arribar a Irlanda l'any 1611, durant les colonitzacions d'Irlanda al comtat de Donegal. Amb això, la família va afirmar el control de les terres al voltant del poble de Tamhnach an tSalainn, a prop de Donegal al sud del comtat de Donegal. Al mateix temps, el llavors cap de la família, Charles Conyngham, va canviar el nom del poble en el seu honor com Mountcharles (pronunciat localment a South Donegal com Mount-char-liss). La família també controlava una extensa finca a West Donegal, especialment a la zona de Na Rosa.
L'associació entre els Conynghams i el castell de Slane al comtat de Meath es remunta a més de tres-cents anys, des que la propietat va ser presa per la família després de la Guerra Guillemita de l'any 1701. Al voltant d'aquesta època, la família va traslladar la seva principal casa pairal al sud des del comtat de Donegal fins a Slane.
Abans d'això, Slane Castle havia estat en possessió dels Baron Slane, Anglo-Normands catòlics que s'havien alineat amb els Jacobites en la Guerra de la Gran Aliança, i així després de la victòria Guillemita, la propietat era elegible per a la desamortització. Christopher Fleming, 17é Baró Slane (1669-14 de juliol de 1726); va crear el vescomtat de Longford per la Reina Anna en 1713), va ser l'últim senyor Fleming de Slane. L'actual propietari del castell és Henry Conyngham, que és nomenà ell mateixcom Henry Conyngham, 8è Marquès Conyngham. El fill major de Lord Conyngham és Alex, comte de Mount Charles.
El 1991, un incendi al castell va causar un gran dany a l'edifici i va desaparèixer per complet la secció oriental que donava al riu Boyne. El castell va tornar a obrir l'any 2001 després de completar un programa de restauració de deu anys. El 2003, es va trobar un canó associat al castell al proper riu Boyne.
Al costat oriental del castell, directament entre el riu Boyne i l'església de Slane, es troben les ruïnes de St. Erm's Hermitage, una capella de diversos pisos del segle xv, i a uns 500 metres a l'oest de St. Erm's Hermitage també es pot trobar un pou d'aigua. En un dels texts centrals de la mitologia irlandesa, el Cath Maige Tuireadh, aquest bé es diu que ha estat beneït pel Déu Dian Cecht perquè la Tuatha Dé Danann pugui banyar-se i ser guarida, presumptament sanadora de totes les ferides mortals, excepte la decapitació. No obstant això, amb l'arribada del cristianisme a Irlanda, i la política de la Interpretació cristiana per a llocs tradicionalment pagans, el pou és més conegut com La nostra Mare de Déu.

## Concerts
Des de l'any 1981 se solen fer concerts en un amfiteatre natural que formen els jardins del castell, amb una capacitat per 100.000 persones. Cada any diferents artistes hi realitzen concerts. Entre els artistes més importants que s'han presentat allí es troben: Queen, Thin Lizzy, The Rolling Stones, Bob Dylan, Bruce Springsteen, David Bowie, Guns N' Roses, Neil Young, R.E.M., The Verve, Robbie Williams, Bryan Adams, U2, Stereophonics, Red Hot Chili Peppers, Madonna, Oasis, Bon Jovi, Celtic Woman i Foo Fighters.
Algunes d'aquestes bandes també han realitzat un DVD en viu filmat al parc del castell, U2 ho va fer l'any 2001, Red Hot Chili Peppers l'any 2003 i Celtic Woman el 2006. La banda irlandesa U2 també va gravar part del seu quart àlbum d'estudi, The Unforgettable Fire, en el mateix castell, el qual apareix en la seva portada, a més d'en el vídeo de la cançó Pride (In the Name of Love).